# Museu Histórico Municipal de Guajará-Mirim
O Museu Histórico Municipal de Guajará-Mirim é um museu localizado no prédio da antiga estação ferroviária de Guajará-Mirim, em Rondônia.
A estação de Guajará-Mirim era a estação final da Estrada de Ferro Madeira-Mamoré, localizada no quilômetro 366 da ferrovia. Foi inaugurada em 30 de abril de 1912 e fechada em 1972.
No pátio do museu estão expostas uma locomotiva 4-6-0, nº 20, fabricada pela Baldwin em 1909, engatada a um carro de passageiros e um vagão prancha antigo; e uma locomotiva 2-8-2, n° 17, fabricada em 1936 pela Berliner Maschinenbau, engatada a um vagão prancha.